# Makoto Wada
Pour les articles homonymes, voir Wada.
Makoto Wada (和田誠), né le 10 avril 1936 à Ōsaka et mort le 7 octobre 2019, est un illustrateur, graphiste et réalisateur japonais. Il a aussi plus succinctement travaillé comme producteur, scénariste, essayiste et satiriste.

## Biographie
Né à Ōsaka en 1936, il part étudier à l'université des Beaux-Arts Tama de Tōkyō, puis il rejoint la société Light Publicity Co (ja) de 1959 à 1968, avant de s'établir à son compte. Dès 1965, il dessine des caricatures pour le journal Hanashi no Tokushu et se spécialise plus généralement dans l'illustration de livres ou d'articles, s'attirant une large reconnaissance dans le domaine. Il dessine par exemple les couvertures de la revue littéraire Bungeishunjū (文藝春秋).
En parallèle, il mène une carrière de réalisateur de cinéma. Il commence en 1964 avec un court métrage d'animation intitulé Satsujin Murder, qui montre sept fois la même scène de crime être résolue par un détective célèbre. Le style épuré et la mise en scène comique de cet anime lui rapporte le prix Noburō Ōfuji. En 1984, il réalise son premier long métrage, Journal d'errance d'un joueur de mah-jong, grâce à l'aide du directeur de Kadokawa Shoten. Il réalise par la suite plusieurs films, dont Kaitō Ruby avec lequel il gagne le Blue Ribbon Awards du meilleur réalisateur en 1988. Cette comédie, libre interprétation d'un scénario de Henry Slesar, parodie quelque peu l'univers des films hollywoodiens des années 1930. En 1999, il réalise Round About Midnight, où un joueur de jazz est impliqué par hasard dans un crime. Tous ses films mettent en scène son acteur fétiche, Hiroyuki Sanada.
Plus récemment, il œuvre aussi en tant que graphiste pour jeux vidéo ou producteur d'anime.
Hospitalisé pour une pneumonie, Makoto Wada meurt le 7 octobre 2019 à l'âge de 83 ans.

## Filmographie
Source :
- 1964 : Satsujin Murder (殺人 MURDER?) (animation)
- 1984 : Journal d'errance d'un joueur de mah-jong (麻雀放浪記, Mahjong hōrōki?)
- 1988 : Kaitō Ruby (快盗ルビイ?)
- 1988 : Kaitō Jigoma : Ogaku-hen (怪盗ジゴマ 音楽篇?) (animation)
- 1994 : Kowagaru hitobito (怖がる人々?)
- 1997 : Shizukana ayashii gogo ni (しずかなあやしい午後に?)
- 1999 : Mayonaka made (真夜中まで?) (Round About Midnight)
- 2001 : Shōmei kumagai gakkō (みんなのいえ?) (documentaire)

## Distinctions

### Récompenses
- 2020 : prix spécial Kinema Junpō[8]